# Carlo Semenza
Carlo Semenza (Milano, 9 luglio 1893 – Venezia, 30 ottobre 1961) è stato un ingegnere e alpinista italiano, ritenuto uno dei più esperti progettisti e costruttori di dighe dell'epoca.

## Biografia

### La famiglia
Carlo Semenza nacque a Milano, in via Moscova 42, il 9 luglio 1893. Era l'ultimo dei cinque figli di Arturo Semenza, commerciante in tessuti e titolare di una filanda a Verolanuova, in provincia di Brescia, e di sua moglie Sofia Alfieri. L'anno seguente, la famiglia si trasferì in via Solferino 12. Apparteneva a una famiglia lombarda di ingegneri distintisi nel mondo dell'elettricità, quali Guido Semenza, cugino del padre e fondatore dell'Associazione elettrotecnica italiana, e i suoi fratelli Marco e Camillo.

### La guerra
Nella prima guerra mondiale si presentò come volontario del genio militare, ma venne riformato due volte. Si offrì allora per la Croce Rossa in soccorso dei militari feriti e, il 17 giugno 1916, venne ammesso senza visita medica all'accademia militare di Torino. Il 21 ottobre fu destinato sottotenente del 4º Reggimento Genio Pontieri. Passando al reparto fotoelettrico, fu soldato nelle valli del Natisone, sull'Altipiano di Asiago, sul Montello e sullo Stelvio.

### La carriera

Da sinistra, Giorgio Dal Piaz, Carlo Semenza e Vincenzo Ferniani al cantiere del Vajont nel luglio 1960.

Lasciate le armi, l'11 agosto 1919 conseguì all'università di Padova la laurea a pieni voti in ingegneria idraulica. Una mattina dello stesso mese, si presentò all'ufficio di Vittorio Veneto per la progettazione e la costruzione degli impianti idroelettrici Piave-Santa Croce della SADE con una lettera di presentazione del docente di costruzioni idrauliche, Luciano Conti, che lo definiva di pronta intelligenza, desideroso di studio e di lavoro.
Fu quindi assunto dalla SADE come assistente ingegnere e, dal 1928, subentrò a Vincenzo Ferniani, trasferitosi alla Montecatini, come direttore dell'ufficio tecnico costruzioni idrauliche. Al termine della costruzione dei suddetti impianti, la SADE gli affidò la piena responsabilità della progettazione e della costruzione dei nuovi impianti che la società stava realizzando nel Triveneto.
Fu socio delle associazioni americana e britannica degli ingegneri civili. Vicepresidente del comitato italiano della commissione internazionale per le grandi dighe, contribuì allo sviluppo della realizzazione nel 1951 dell'ISMES (Istituto Sperimentale Modelli e Strutture) di Bergamo, diretto da Arturo Danusso e del quale fu vicepresidente. Fu anche presidente della commissione tecnica e membro del comitato tecnico centrale della sezione tecnologica dell'Associazione italiana delle industrie elettriche, nonché membro del comitato tecnico centrale della sezione tecnologica dell'ANIDEL (Associazione Nazionale Imprese Produttrici Di Energia Elettrica).

### Le collaborazioni
Nel 1955 fu membro del comitato di consulenza specialistica della società milanese ELC Electroconsult, consociata alla SADE. Nel 1957-58, tramite questa società, collaborò per la progettazione e costruzione della diga di Kurobe, la più alta del Giappone. Fu anche responsabile per la diga del Dez in Iran, gli impianti di Jacui in Brasile, la diga di Kariba in Africa, le dighe di La Soledad, Santa Rosa ed El Novillo in Messico, e vari impianti in Spagna, Germania, Grecia, Nicaragua, Perù, Venezuela, Iraq, Cina e Pakistan.
Nell'autunno del 1957, durante un viaggio in Giappone, conobbe il geotecnico austriaco Leopold Müller, che divenne suo amico e collaboratore. Partecipò a congressi nazionali e internazionali e a conferenze di natura non tecnica. Al momento della morte era assistente tecnico esperto delle Nazioni Unite per problemi idroelettrici in Jugoslavia.

### L'alpinismo
La sua passione per l'alpinismo lo portò a fondare a Milano, qualche anno prima della grande guerra, una società "Cicloalpina". Trasferitosi a Vittorio Veneto nel 1919, promosse attività alpinistiche e, nel 1925, fu socio fondatore e primo presidente della sezione Club Alpino Italiano di Vittorio Veneto, poi retta dal figlio Massimo. Consigliere centrale del club, venne eletto presidente onorario nel 1954. Nel 1950 un suo saggio venne inserito nella terza edizione del primo volume di Antonio Berti, Le Dolomiti Orientali, nella collana del CAI-TCI Guida dei Monti d'Italia.

### La morte
Il 17 ottobre 1961, il giorno dopo il ritorno da un viaggio in Perù con escursioni in alta quota durato dieci giorni, fu presente all'inaugurazione della diga del Vajont, che doveva essere la sua ultima opera prima della pensione. La mattina di domenica 29 ottobre, il giorno dopo la visita alla mostra del Mantegna, presso il Palazzo Ducale a Mantova, ebbe una emorragia cerebrale in casa sua, poco dopo il ritorno dalla messa a Lido di Venezia. Rimase in coma meno di ventiquattro ore e morì verso le otto di mattina di lunedì 30 ottobre. Fu sepolto a Venezia e, in seguito, il tribunale dell'Aquila sentenziò la sua estraneità giudiziaria dal disastro del Vajont.

## Vita privata
Il 25 settembre 1920 sposò Emilia Barioli ed ebbe cinque figli: Massimo, Alessandro, Laura, Edoardo e Mariella.

## Opere principali
Di seguito sono riportate in ordine cronologico le sue opere:

### Grandi dighe
- Diga in terra per l'ampliamento lago di Santa Croce (1938);
- Diga di Sottosella, sull'Isonzo, ex Jugoslavia (1940);
- Diga del Ghirlo, sul Cordevole (1940);
- Diga di Sauris, sul Lumiei (1947);
- Diga di Bau Mandara, sul Flumendosa (1949);
- Diga di Pieve di Cadore, sul Piave (1949);
- Diga di Val Gallina, sul torrente omonimo (1951);
- Diga di Valle di Cadore, sul Boite (1952);
- Diga di Barcis, sul Cellina (1954);
- Diga de La Stua, sul torrente Caorame (1954);
- Diga di Pian di Fedaia, sull'Avisio (1956);
- Diga di Pontesei, sul Maè (1956);
- Diga dell'Ambiesta, sul torrente omonimo (1960);
- Diga del Vajont, sul torrente omonimo (1960);
- Diga di Vodo di Cadore, sul Boite (1960);
- Diga del Mis, sul torrente omonimo (1960).

### Centrali idroelettriche
- Doblari
- Agordo
- Plava
- La Stanga
- Ampezzo Carnico (centrale Giuseppe Volpi)
- Soverzene (centrale Achille Gaggia)
- Barcis
- Malga Ciapela
- Somplago
- Gardona
- Colomber

### Opere di presa e canali
- Presa sul Piave a Soverzene
- Canale "Cellina" d'immissione Piave, lago di Santa Croce
- Canale Negrisiola-Carron
- Sifone del Friga
- Derivazione del Novarza

## Onorificenze
- Il 21 aprile 1941, con decreto del re Vittorio Emanuele III a Roma, fu nominato Commendatore della Corona d'Italia.[28]
- Nel 1953 ricevette la medaglia d'oro Telford, e nel 1957 la medaglia Rickey dell'ASCE.[5]
- Il 2 giugno 1957, su proposta della presidenza del Consiglio dei ministri, fu nominato grande ufficiale ordine al merito della Repubblica italiana.[29]
- Nel 1954 gli fu conferita la laurea honoris causa in ingegneria dall'Università tecnica di Monaco, e il 28 febbraio 1959 dal Politecnico di Milano.[5]
- Il 13 novembre 1961, due settimane dopo la sua morte, il consiglio del Club Alpino Italiano deliberò in una seduta straordinaria la costruzione di un rifugio o di un bivacco in sua memoria. Il 22 settembre 1963, sulle Prealpi Venete, nei pressi di Forcella Lastè, gruppo del Col Nudo-Cavallo, nel comune di Tambre, a Belluno, venne inaugurato il Rifugio Carlo e Massimo Semenza.[30]
- Il 5 luglio 1962, la SADE pubblicò un volume commemorativo dal titolo Scritti di Carlo Semenza, con presentazione di Ferniani[4], e il 3 novembre dedicò all'ingegnere la diga del Vajont.[31][32]
- L'università di Padova gli intitolò una medaglia d'oro, raffigurante la diga del Vajont, per i migliori laureati in idraulica della sessione.[33]
- Il comune di Tambre, nella frazione di All'Ò, gli ha intitolato una via.

## Nei media

### Cinema
- H max 261,6 m, regia di Luciano Ricci, cortometraggio del 1960.
- Nel film Vajont del 2001, diretto dal regista Renzo Martinelli, è stato impersonato da Michel Serrault.[34]

### Televisione
- La tragedia del Vajont, documentario di AZ, un fatto come e perché del 1971, intervistato.[35]
- Vajont: una tragedia immensa, documentario di Quei secondi fatali del 2012.

### Fumetti
- Vajont: storia di una diga, Francesco Niccolini (sceneggiatura), Duccio Boscoli (disegni), Padova, BeccoGiallo, 2018, ISBN 9788833140421, OCLC 1090201035.